# Manuel Virto
Manuel Virto fue un militar que sirvió en las filas patriotas en la guerra gaucha durante la Guerra de Independencia de la Argentina, en la Guerra entre la Confederación Argentina y la Confederación Perú-Boliviana, brevemente en las guerras civiles argentinas, en la lucha contra el indio y en la lucha contra la intervención anglo-francesa.

## Biografía
Nació en 1778 en Madrid, hijo de Baltasar Virto y Clara Vera. No existe información posterior hasta el año 1816, cuando se incorporó a los escuadrones gauchos de Martín Miguel de Güemes en la provincia de Salta.

### Guerra gaucha
En junio de 1817 fue ascendido a ayudante mayor del Escuadrón de Rosario de Cerrillos comandado por el coronel Luis Burela, quien le encargó la organización de su escuadrón. Entre 1817 y 1819 participó de dos expediciones a la Quebrada del Toro.
Tras el rechazo de la invasión realista de mediados de 1820 encabezada por el general Juan Ramírez Orozco, Virto fue promovido al grado de capitán pero retuvo la ayudantía de su Escuadrón, «por la necesidad que tenía el cuerpo, por sus conocimientos y buena voluntad».
Durante la reorganización de las fuerzas patriotas en 1824 Virto permaneció como sargento mayor en el Escuadrón del Rosario de Cerrillos, al mando del coronel Jorge Torino, y fue efectivizado en el puesto el 25 de febrero de 1825. Con su escuadrón sirvió en la 1.º División de Caballería durante la campaña al Alto Perú de marzo de 1825 para combatir al general Pedro Antonio Olañeta, regresando en el mes de agosto con el general Juan Antonio Álvarez de Arenales.
El 23 de agosto de 1825 solicitó al Gobierno de Salta la concesión formal de la ciudadanía que le fue concedida por el gobernador de Salta, general Arenales, el 29 de octubre y expedida el 10 de diciembre del mismo año. En el expediente el coronel Luis Burela informó: «Que el sargento mayor Manuel Virto se ha desempeñado con la mayor exactitud y honor, dando las mejores pruebas de su adhesión a la causa general de nuestra América, y de igual modo ha sido útil en el desempeño de cuanta comisión se le confió, por su inteligencia y aptitud en el manejo de papeles».
El coronel Jorge Torino, por su parte, manifestó que: «El sargento mayor D. Manuel Virto, desempeñando las funciones de sus empleos con aptitud y honrado celo, en todas las ocasiones en que se le ha ocupado en defensa de la causa de América contra el enemigo común y el orden de la Provincia, últimamente en la expedición al Perú con el Sr. General Arenales, en las que ha desempeñado sus funciones con la mayor honradez y puntualidad, por lo que ha sido acreedor a la consideración de sus jefes».
Con el grado de teniente coronel luchó a las órdenes del general José María Paz en la batalla de Oncativo del 25 de febrero de 1830.
Tras la victoria, en junio de ese año fue destinado como comandante de la Frontera Sur de la provincia de Mendoza, con asiento en el Fuerte de San Carlos, desde donde realizó una campaña contra los pehuenches.

### Guerra contra la confederación Peruano Boliviana
Al estallar la guerra con la confederación Perú-Boliviana, en 1837 se incorporó al Ejército de la Confederación Argentina a las órdenes del general Alejandro Heredia.
Virto fue puesto al frente de una división compuesta de los regimientos de caballería Restauradores y 3.º de milicias, los escuadrones de caballería Coraceros de la Guardia, de granaderos, de guías y de lanceros, y los batallones de infantería Libertad y Cazadores, en total unos 1.500 hombres.
Tras reorganizar sus fuerzas, el general Alejandro Heredia se dispuso a tomar la ofensiva contra las tropas del general alemán experto mercenario a sueldo de la confederación peruanoboliviana Otto Philipp Braun y encargó a Virto que con su división avanzara hacia las montañas de Iruya, en poder del coronel Timoteo Raña, para atacar al grueso del ejército peruano-boliviano por la retaguardia e impedir su retirada mientras que la división al mando del general Gregorio Paz debía recuperar para la Confederación Argentina la frontera con Tarija y desde allí en una extensa contraofensiva amenazar la ciudad altoperuana o boliviana de Chuquisaca.
Tras solicitar al coronel Segundo Roca para que enviara al Batallón de Voltígeros y algunas fuerzas de caballería, el 5 de junio de 1838 partió de San Andrés rumbo a Abra de Zenta al frente del Batallón Libertad. En el camino se reunieron con el batallón Restauradores (coronel Esteban Iriarte ) y 50 infantes de Jujuy (capitán Bernardo Lagos ), sumándose luego la compañía de granadero s del Voltígeros (capitán Lorenzo Álvarez).
En la mañana de 11 de junio inició el ataque desplegando al Libertad en el centro y al de Restauradores y a la infantería jujeña en las alas. Las fuerzas de Virto y Lagos arrollaron a la infantería boliviana apostada en el camino, que huyó a Iruya arrojando las armas. Virto y sus hombres los persiguieron hasta los parapetos y trincheras que rodeaban al pueblo, donde se sumó la caballería de Iriarte tras batir a un grupo de infantería peruano-boliviana. La lucha en las trincheras se mantuvo hasta que al mediodía, cuando tras fracasar los sucesivos asaltos, comprometida ya la reserva y agotadas las municiones, los argentinos se retiraron en dirección a Humahuaca, donde permanecieron hasta el 18 de junio, en que Virto recibió órdenes de bajar hacia León.
El 9 de abril de 1839 fue autorizado por el gobernador de Salta, coronel Manuel Solá, a «apersonarse en la ciudad de Tucumán, exigir y dar todos los pasos precisos para que por la Comisaría General del Ejército Confederado [de la Confederación Argentina ] se formen los ajustes hasta el 31 de diciembre último, a los Jefes, Oficiales y Tropa del contingente de esta Provincia, en el expresado Ejército, sujetándose a las instrucciones que recibe».

### Intervención anglo francesa
Fue enviado nuevamente como jefe de la frontera del Sur al Fuerte de San Carlos y el 29 de junio de 1839 daba parte a sus superiores de haber derrotado a los indios en Chilecito.
Virto pasó poco después a la ciudad de Buenos Aires donde el 12 de enero de 1840 fue dado de alta en las listas de revista de la Plana Mayor del Ejército de la Provincia de Buenos Aires como teniente coronel de caballería con retroactividad al 1 de enero, «por haber combatido contra el tirano Santa Cruz».
Cuando estaba por regresar finalmente a Salta, fue destinado por Juan Manuel de Rosas a servir en el Batallón Norte, a órdenes del general Lucio Norberto Mansilla.
Con su unidad marchó al norte del litoral provincial y le tocó en suerte comandarlo en la Batalla de la Vuelta de Obligado del 20 de noviembre de 1845, mereciendo en el parte de Mansilla junto a los demás comandantes el reconocimiento de: «dignos del renombre de intrépidos y serenos guerreros».
El 10 de febrero de 1846 las tropas de Virto hostilizaron desde el Puerto de Acevedo, cerca de San Nicolás de los Arroyos, el paso de dos vapores anglo-franceses, y en el mismo día al buque inglés Gorgon que bombardeó el campo de El Tonelero.
Virto asistió también a las demás acciones que tuvieron lugar en la costa del Paraná con motivo del pasaje de los buques aliados en dirección a Corrientes y de regreso de aquella provincia, especialmente en la Batalla de Quebracho del 4 de junio de 1846, en la que comandó el ala derecha, compuesta de una batería y piquetes del batallón de San Nicolás y Patricios de Buenos Aires.

### Últimos años
El teniente coronel Virto siguió prestando servicios como comandante del 1.º y 2.º «Batallón Norte» hasta comienzos de 1852, Tras la batalla de Caseros se retiró a San Nicolás de los Arroyos.
Al estallar en 1852 la rebelión del coronel Hilario Lagos, se negó a servir contra el Estado de Buenos Aires pese a ofrecérsele la jefatura del Estado Mayor por parte de su amigo el coronel Marcos Paz.
Falleció en San Nicolás de los Arroyos el 23 de mayo de 1853, siendo sepultado en el cementerio de dicha localidad.
Era descripto como nervioso y locuaz. Estaba casado con Trinidad Reyes, natural de Rosario de los Cerrillos.